# Coenosia aurea
Coenosia aurea är en tvåvingeart som beskrevs av Xue och Xiaolong Cui 2001. Coenosia aurea ingår i släktet Coenosia och familjen husflugor.
Artens utbredningsområde är Xinjiang (Kina). Inga underarter finns listade i Catalogue of Life.